# 安富街道 (重庆市)
安富街道，是中华人民共和国重庆市荣昌区下辖的一个乡镇级行政单位。

## 行政区划
安富街道下辖以下地区：
兴发社区、和平社区、华东社区、华南社区、华北社区、华西社区、石燕子社区、古桥社区、红庙社区、普陀村、洗布潭村、垭口村、沙河村、通安村和斑竹村。